# Msta
Msta (russisk: Мста) er en flod i Tver og Novgorod oblast i Rusland. Floden starter fra indsøen Mstino i Valdajhøjderne nord for byen Vysjnij Volotsjok, og udmunder i søen Ilmen. 
Msta var længe en del af en vigtig vandvej for handelen mellem Østersøen og det centralrussiske indland, men med bygningen af Volga-Østersøkanalen og jernbanen mellem Moskva og St. Petersburg i 1800-tallet forsvandt handelstrafikken på Msta. Den største by ved Msta er Borovitsji.
Msta er berømt for strygene på en 30 km lang strækning mellem Opetsjenskij Posad og Borovitsji, og er en populær sejlrute. Da vandvejen over Msta var i drift, var losning af handelsbåde gennem strygene en vigtig indtægtskilde for indbyggerne i Borovitsji. 
De vigtigste bifloder til Msta er Berezajka og Uver.